# Guarany Futebol Clube (Camaquã)
Guarany Futebol Clube, beter bekend als Guarany of Guarany FC, is een Braziliaanse voetbalclub uit Camaquã in Rio Grande do Sul.

## Geschiedenis
In 1946 was Clube Atlético Camaqüense de enige voetbalclub in Camaquã. Hun veld was gevestigd in het Jockey Club-gedeelte van de stad, naast een ontmoetingsplek.
Enkele spelers van Clube Atlético Camaqüense waren boos omdat ze geen speelminuten kregen in hun club, en besloten om een nieuw team te vormen. Het team kreeg de naam Guarany FC, geïnspireerd door de Guarany de Bagé die de verplichte militaire dienst invoerde.
Het team speelt sinds 2010 op professioneel niveau. De grootste rivaal van het team is Sociedade Esportiva Crystal.
Na goede wedstrijden, wist het team te stijgen naar de 1e divisie in 2012. In 2013 werd het team, na een slechte campagne voor het A2-serie Gaucho Championship, gedegradeerd. Deze slechte periode zette zich voort, en zo werd het team onder andere in 2017 in de eerste fase van de Segundona Gaucha al uitgeschakeld.

## Selectie

### Keepers
- Geo
- Jhony
- Raphael
- Sérgio

### Verdedigers
- Baloy
- Hiago
- João Teixeira
- Kevin
- Souza
- Ton
- Willian Lopes
- Alisson
- Jeff
- Malcom
- Alex Passig
- Iago
- Roger

### Middenvelders
- Felipe
- Felipe Ruchel
- Schumacher
- Tuta
- Fernandinho
- Jéfinho
- Otávio
- Toninho

### Aanvallers
- Bruno Sena
- Derick
- Idrian
- Lucas
- Michel Feyh
- Raphael Paraíba
- Vaguinho
- Veríssimo